# فرناندو أغيلار (منافس ألعاب قوى)
فرناندو أغيلار (بالإسبانية: Fernando Aguilar)‏ هو منافس ألعاب قوى إسباني، ولد في 2 فبراير 1938 في فرايليس في إسبانيا، وتوفي في 21 يونيو 2013 في توريفايجا في إسبانيا.

## وصلات خارجية
- فرناندو أغيلار على موقع أوليمبيديا (الإنجليزية)